# 능수버들
im능수버들은 한반도 각처에서 쉽게 볼 수 있으며 길게 늘어진 가지가 특징인 낙엽교목이다. 높이는 20m, 지름은 80cm에 이른다. 회갈색을 띤 나무껍질은 세로로 갈라지며, 1년생 가지는 황록색을 띤다. 입은 좁은 피침형으로 끝이 뾰족하다. 꽃은 녹색을 띠며, 4월에 암꽃과 수꽃이 길이 1~2cm 정도인 미상꽃차례에 따로 무리지어 달린다. 6월에 익는 열매는 씨방이 여러 개이며, 익으면 말라서 쪼개진다. 씨는 가벼운 솜털이 붙어 있어서 잘 날린다. 신경통, 습진, 황달 등의 약용으로 쓰인다.

## 수양(垂楊)버들과의 구별
가지색깔이 능수는 황록색,  수양은 검붉은색을 띄어 확연히 구별된다.

## 참고 자료
- 이 문서에는 다음커뮤니케이션(현 카카오)에서 GFDL 또는 CC-SA 라이선스로 배포한 글로벌 세계대백과사전의 내용을 기초로 작성된 글이 포함되어 있습니다.